# Тъмна гора
Тъмна гора (до 25 юли 1989 г. Караорман) е името на поддържан резерват, който се намира в Дъбрашки дял, в Западни Родопи, България.

## Статут
Резерватът е обявен с постановление на Министерски Съвет No.1153 от 10.10.1948 г. с цел опазването на вековните елови, букови и смърчови гори, които се намират на територията му. Първоначалната площ на поддържания резерват е около 32,58 хектара.

## Местоположение
Резерватът е разположен между 1400 и 1600 м надморска височина в землището на село Ковачевица по горното поречие на река Канина на територията на ДЛ „Беслет“. Скалната основа на резервата е изградено предимно от гнайсови скали.
Почвите, които са най-разпространени на територията на резерват Тъмна гора са кафяви горски. Почвите са с добре изразен състав на хумус, което ги прави плодородни.

## Климат
Климатът е преходен средиземноморски с подчертано планинско влияние във високите части. Валежният максимум е през зимата, а минималното количество на вележите – през лятото. Снежна покривка се задържа около 4 – 5 месеца, като покривка с дебелина над 15 см се задържа до късна пролет. Средномесечна температура на въздуха през януари е от 0 – 2 °C, а през юли – от14 до 18 °C; Средната годишна температура на въздуха е 7 – 10 °C; Средната годишна температурна амплитуда е между 16 – 19 °С. През зимата се образуват температурни инверсии. Преобладават есенно-зимните и пролетно-летните валежи. Средната годишна валежна сума е 750 – 800 л/m². Средна продължителност на снегозадържане е отначалото на декември до края на март. Ветровете общо взето са слаби и предимно северни и североизточни.

## Флора
Тъмна гора е типичен горски резерват. В ниските части на резервата растат предимно букови и елови дървета, докато в по-високите са разположени вековни смърчови гори. Средната възраст на горите е над 150 години. Някои смърчови дървета са с височина над 50 м. Броят на представителите на висшата флора е 92. Видовете са разпределени в 76 рода, принадлежащи към 35 семейства. С най-многопредставители е семейство Сложноцветни (Asteraceae) – 8 вида, следвано от, семействата Розови (Rosaceae) – 7 вида и Житни (Poaceae) -6 вида. В ПР „Тъмна гора“ са установени 10 растителни вида с природозащитен статус. От включените в Червена книга на България са установени 2 вида, с категория „рядък“, от Приложение 3 на Закона за биологичното разнообразие присъства 1 вид, а от Приложение 4 се срещат 3 вида.
За територията на ПР „Тъмна гора“ са установени 4 растителни вида – балкански ендемити и един български ендемит. Установените лечебни растения са над 50. Тук се включват главно традиционни лечебни растения и горскоплодни видове. Предмет на специални мерки на опазване и защита са родопското крайснежно звънче (Soldanella rhodopaea F.K.Mey) и родопската горска майка (Lathrea rhodopea Dingl.).

## Фауна
Общо за територията на резервата са установени 119 вида гръбначни животни, в това число – риби – 1 вид Балканска пъстърва (Salmo trutta fario)., земноводни – 4 вида, влечуги – 7 вида, птици – 74 вида и бозайници – 33 вида. От Безгръбначните са констатирани два консервационно значими вида – алпийска розалия и червена горска мравка.
Така общо в резервата са намерени 3 вида реликти; 92 вида са защитени по Закона за биологичното разнообразие; 17 вида са включени в Червената книга на България; 8 вида са застрашени в световен мащаб; 32 вида застрашени в европейски мащаб – включени в европейските Директиви за птиците и местообитанията; 106 вида са включени вразлични приложения на Бернската конвенция; 32 вида са включени в Бонската конвенция.